# Chiesa di San Paolo Converso (Celle sul Rigo)
La chiesa di San Paolo Converso è un luogo di culto cattolico situato a Celle sul Rigo, nel comune di San Casciano dei Bagni, in provincia di Siena, sede dell'omonima parrocchia appartenente alla diocesi di Montepulciano-Chiusi-Pienza.

## Storia e descrizione

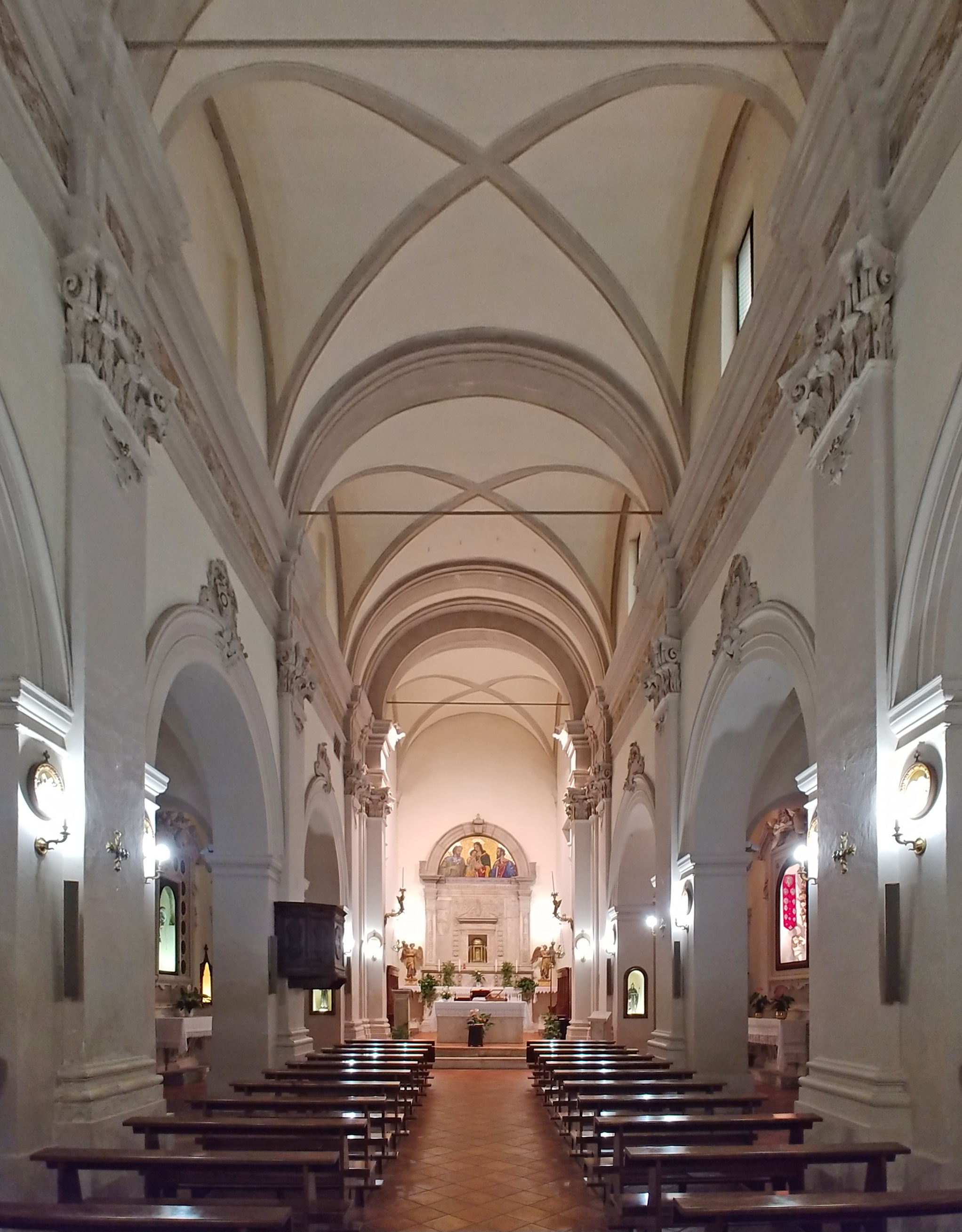
Interno

Di struttura romanica è attestata nel 1275-1277 e indicata come chiesa battesimale nel 1302-1303.
Il portale principale d'ingresso in travertino del XIV secolo, quasi certamente opera di maestranze senesi, proviene dalla diruta chiesa di Sant'Elisabetta, da cui provengono anche un'acquasantiera del XV secolo e il dossale d'altare in travertino datato 1528, che si trova a ridosso della parete di fondo dell'abside.
La chiesa, in stile barocco, ha una struttura a tre navate con quattro altari settecenteschi in stucco. La parte centrale della facciata sopravanza le parti laterali. Nel secondo altare a destra è un Crocifisso in legno intagliato e dipinto del XVI secolo, proveniente dalla chiesa del Corpus Domini, distrutta nel 1697 a causa di una frana, particolarmente venerato. L'organo a canne venne costruito da Cesare Danti nel 1875 e restaurato da Francesco Zanin nel 1990, e dispone di 18 registri.